# 10101 Fourier
10101 Fourier è un asteroide della fascia principale. Scoperto nel 1992, presenta un'orbita caratterizzata da un semiasse maggiore pari a 2,2491614 UA e da un'eccentricità di 0,0995559, inclinata di 3,91574° rispetto all'eclittica.
L'asteroide è dedicato al matematico francese Jean Baptiste Joseph Fourier.